# Suhailita
La suhailita és un mineral de la classe dels silicats, que pertany al grup de la mica trioctaedral. Tot i que els autors de la descripció no van indicar l'origen del nom triat per al mineral, és possible que derivi de l'antic nom de Fuengirola, que en època musulmana era coneguda com a Suhail, ja que la localitat tipus d'aquesta mica està pròxima a aquesta ciutat.

## Característiques
La suhailita és un silicat de fórmula química (NH₄)Fe2+₃(AlSi₃O10)(OH)₂. Va ser aprovada com a espècie vàlida per l'Associació Mineralògica Internacional l'any 2007. Cristal·litza en el sistema monoclínic. La seva duresa a l'escala de Mohs és 2,5.
Segons la classificació de Nickel-Strunz pertany a «09.EC - Fil·losilicats amb plans de mica, compostos per xarxes tetraèdriques i octaèdriques» juntament amb els següents minerals: minnesotaïta, talc, wil·lemseïta, ferripirofil·lita, pirofil·lita, boromoscovita, celadonita, txernikhita, montdorita, moscovita, nanpingita, paragonita, roscoelita, tobelita, aluminoceladonita, cromofil·lita, ferroaluminoceladonita, ferroceladonita, cromoceladonita, tainiolita, ganterita, annita, efesita, hendricksita, masutomilita, norrishita, flogopita, polilitionita, preiswerkita, siderofil·lita, tetraferriflogopita, fluorotetraferriflogopita, wonesita, eastonita, tetraferriannita, trilitionita, fluorannita, xirokxinita, shirozulita, sokolovaïta, aspidolita, fluoroflogopita, yangzhumingita, orlovita, oxiflogopita, brammal·lita, margarita, anandita, bityita, clintonita, kinoshitalita, ferrokinoshitalita, oxikinoshitalita, fluorokinoshitalita, beidel·lita, kurumsakita, montmoril·lonita, nontronita, volkonskoïta, yakhontovita, hectorita, saponita, sauconita, spadaïta, stevensita, swinefordita, zincsilita, ferrosaponita, vermiculita, baileyclor, chamosita, clinoclor, cookeïta, franklinfurnaceïta, gonyerita, nimita, ortochamosita, pennantita, sudoïta, donbassita, glagolevita, borocookeïta, aliettita, corrensita, dozyïta, hidrobiotita, karpinskita, kulkeïta, lunijianlaïta, rectorita, saliotita, tosudita, brinrobertsita, macaulayita, burckhardtita, ferrisurita, surita, niksergievita i kegelita.
L'exemplar que va servir per a determinar l'espècie, el que es coneix com a material tipus, es troba conservat al Museo Nacional de Ciències Naturals d'Espanya, amb el número de catàleg: mncn 26418.

## Formació i jaciments
Va ser descoberta a la localitat de Fuengirola, a la província de Màlaga (Andalusia, Espanya). Apareix com grans d'una mida de l'ordre d'una desena de mil·límetre, fent intercreixements amb annita. També ha estat descrita a Ceuta (Espanya), tractant-se aquests dos indrets són els únics de tot el planeta on ha estat descrita aquesta espècie mineral.